# Dahewan (köpinghuvudort i Kina, Inner Mongolia Autonomous Region, lat 47,85, long 123,13)
Dahewan (kinesiska: 大河湾, 大河湾镇) är en köpinghuvudort i Kina. Den ligger i den autonoma regionen Inre Mongoliet, i den norra delen av landet, omkring 1 200 kilometer nordost om regionhuvudstaden Hohhot. Antalet invånare är 26 658. Befolkningen består av 12 919 kvinnor och 13 739 män. Barn under 15 år utgör 13,0 %, vuxna 15-64 år 79 %, och äldre över 65 år 6,0 %.
Runt Dahewan är det ganska tätbefolkat, med 70 invånare per kvadratkilometer. Närmaste större samhälle är Zhongxing, 18,2 km söder om Dahewan. Trakten runt Dahewan består till största delen av jordbruksmark.
Genomsnittlig årsnederbörd är 773 millimeter. Den regnigaste månaden är juli, med i genomsnitt 282 mm nederbörd, och den torraste är januari, med 7 mm nederbörd.